# 북울산역
북울산(박상진생가)역(Bugulsan(Baxangjinsaengga)Station, 北蔚山(朴尙鎭生家)驛)은 대한민국 울산광역시 북구 창평동에 위치한 동해선의 철도역이다. 이 역에만 동해선 광역전철이 운행하지 않는다.
2026년 6월에 동해선 광역전철이 이 역까지 연장해 운행할 예정이다.

## 역사
- 2021년 12월 28일 : 보통역으로 영업개시
- 2022년 11월 5일 : 누리로 정차 개시
- 2023년 12월 18일 : ITX-마음 운행 개시
- 2025년 12월 : KTX-이음 운행 개시 (예정)
- 2022년 11월 5일 : 동해선 광역전철 정차 개시 (예정)

## 승강장
| ↑ 태화강                 |
| １２ \| ３４ \| 상 하 \| |
| ↓경주                    |

| 1 · 2 | ITX-마음 누리로 무궁화호 | 태화강 · 부전 방면        |
| 3 · 4 | ITX-마음 누리로 무궁화호 | 동대구 · 포항 · 동해 방면 |

## 인접한 역
| 동해선                         | 동해선                   | 동해선             |
| ------------------------------ | ------------------------ | ------------------ |
| 경주 동대구 · 청량리 방면      | ITX-마음 중앙선 · 동해선 | 태화강 · 부전 방면 |
| 경주 동대구 방면               | 누리로 동해선            | 태화강 방면        |
| 경주 포항 · 동대구 · 동해 방면 | 무궁화호 동해선 · 영동선 | 태화강 부전 방면   |